# RS Canum Venaticorum
Désignations
RS Canum Venaticorum (en abrégé RS CVn) est une étoile variable de la constellation boréale des Chiens de chasse, qui est située à environ ∼ 444 a.l. (∼ 136 pc) de la Terre. Elle est le paradigme de sa classe observationnelle, composée de binaires serrées à chromosphères actives présentant des variations de luminosité de l'ordre de 20 %. À cette variabilité intrinsèque s'ajoute le fait que RS CVn est une binaire à éclipses.

## Histoire
RS CVn est identifiée comme une variable de type Algol (binaire à éclipses) de faible période (4,7 jours) au début du XXe siècle. L'étude de la courbe de lumière permet à Bancroft Sitterly d'estimer ses paramètres orbitaux dès 1921.